# Tarczyn (gromada)
Tarczyn – dawna gromada, czyli najmniejsza jednostka podziału terytorialnego Polskiej Rzeczypospolitej Ludowej w latach 1954–1972.
Gromady, z gromadzkimi radami narodowymi (GRN) jako organami władzy najniższego stopnia na wsi, funkcjonowały od reformy reorganizującej administrację wiejską przeprowadzonej jesienią 1954 do momentu ich zniesienia z dniem 1 stycznia 1973, tym samym wypierając organizację gminną w latach 1954–1972.
Gromadę Tarczyn z siedzibą GRN w Tarczynie (1954–59 wieś, 1959–72 osiedle) utworzono – jako jedną z 8759 gromad – w powiecie grójeckim w woj. warszawskim, na mocy uchwały nr VI/10/5/54 WRN w Warszawie z dnia 5 października 1954. W skład jednostki weszły obszary dotychczasowych gromad Jeziorzany, Józefowice, Komorniki, Marianka, Nosy i Tarczyn oraz południowa część dotychczasowej gromady Wola Przypkowska (o obszarze 106,72 ha, której granica przebiega w odległości 950 m od południowej granicy gromady Wola Przypkowska, biegnie w kierunku północno-zachodnim północnym brzegiem drogi prowadzącej od granicy osady Tarczyn do granicy gromady Przypki) ze zniesionej gminy Komorniki w tymże powiecie. Dla gromady ustalono 27 członków gromadzkiej rady narodowej.
29 lutego 1956 do gromady Tarczyn przyłączono wieś Księżak z gromady Grzędy w tymże powiecie.
1 stycznia 1958 do gromady Tarczyn przyłączono obszar zniesionej gromady Grzędy w tymże powiecie.
31 grudnia 1959 z gromady Tarczyn wyłączono natomiast miejscowość Tarczyn, tworząc z niej osiedle Tarczyn. Mimo że od tej pory Tarczyn nie wchodził w skład gromady Tarczyn, pozostał jednak siedzibą jej GRN.
31 grudnia 1959 1 stycznia 1960 do gromady Tarczyn przyłączono obszary zniesionych gromad Prace Małe, Michrów (bez wsi Kruszew i Kruszewek) i Suchostruga (bez wsi Julianów, Natalin, Popielarze i Wólka Jeżewska) w tymże powiecie (podkreślone i wykreślone zmiany retroaktywnie określone uchwałami z 25 lutego 1960).
31 grudnia 1961 do gromady Tarczyn włączono wsie Julianów, Natalin, Popielarze i Wólka Jeżewska ze zniesionej gromady Budki Petrykowskie oraz wieś Rembertów ze zniesionej gromady Kopana w tymże powiecie; z gromady Tarczyn wyłączono natomiast wieś Wysoczyn, włączając ją do gromady Lesznowola w tymże powiecie.
Gromada przetrwała do końca 1972 roku, czyli do kolejnej reformy gminnej. 1 stycznia 1973 w powiecie grójeckim utworzono gminę Tarczyn (od 2003 gmina Tarczyn znajduje się w powiecie piaseczyńskim w woj. mazowieckim).